# Galeodes ephippiatus
Galeodes ephippiatus är en spindeldjursart som beskrevs av Roewer 1941. Galeodes ephippiatus ingår i släktet Galeodes och familjen Galeodidae. Inga underarter finns listade i Catalogue of Life.